# نجم‌الدین ابن مجاور
نجم‌الدین ابوالفتح، یوسف بن حسین مجاور شهرت‌یافته به ابن مجاور (؟ -۱۲۰۴) وزیر ایوبی، آموزگار کودکان، زبان‌شناس، ادیب و شاعر شامی در سدهٔ ششم هجری بود. «درب ابن مجاور» (گذرگاه ابن مجاور) در شهر قاهره، منسوب به اوست که مسکنش آنجا بوده‌است.

## زندگی
در خانواده‌ای سرشناس در دمشق زاده شد که یکی از اجدادنشان، مجاور مکه بود؛ از این رو ابوالفتح یوسف به «ابن مجاور» شهرت یافت. خانوادهٔ او را ایرانی‌اصل از شیراز بیان کرده‌اند. در نزدیکی درگاه مسجد جامع اموی، مدرسه‌ای برای آموزش کودکان برپا کرد.به تدریس نحو و ادبیات پرداخت. صلاح‌الدین ایوبی فرزندش عثمان را برای آموزش نزد او فرستاد؛ سپس ابن مجاور به وزیری خود برگزید. او تا پایان درگذشت ملک عزیز، عثمان در این سِمت ماند. ابن مجاور در ۶۰۱ق در دمشق درگذشت.